# Mithraeum de Mundelsheim
Le mithraeum de Mundelsheim est un mithraeum construit dans la seconde moitié du IIe siècle dans la commune de Mundelsheim, Arrondissement de Louisbourg en Allemagne,.

## Historique
En juin 1989, lors de la construction d'une conduite d'eau, les fondations d'un bâtiment de 17,6 m de long et 7,2 m de large ont été découvertes. La découverte s'est avérée être un mithraeum, un sanctuaire du culte de Mithra, qui est une personnification du Soleil et dont les origines se trouvent dans la mythologie perse. Le bâtiment a été examiné, documenté et restauré archéologiquement la même année et ouvert au public l'année suivante.

## Découvertes archéologiques
L'édifice date probablement de la seconde moitié du IIe siècle apr. J.-C. Dans une deuxième phase de construction, le bâtiment, qui se composait à l'origine de deux pièces, a été complété par un vestibule du côté de l'entrée à l'est.
L'entrée du mithraeum se faisait par ce vestibule, dans l'angle nord-est duquel était découverte une fondation carrée, appelée foyer. Par des portes à deux vantaux, dont les seuils ont été retrouvés lors des fouilles, on accédait d'abord à une antichambre et de là à la salle de culte située en contrebas. Dans la salle de culte, des deux côtés de l'allée centrale (cella), il y avait des podiums surélevés, sur lesquels on pouvait monter par des marches à droite et à gauche, immédiatement du côté de l'entrée. Les podiums servaient de sièges aux adeptes au culte. Tout l'intérieur était plâtré et présentait des traces de peinture simple. À l'avant de l'allée centrale se trouvait l'image de culte centrale de Mithra, dont seuls de petits vestiges ont été conservés lors des fouilles.
À droite et à gauche de l'entrée, à côté des marches menant aux podiums, un récipient en argile entièrement conservé a été découvert dans le sol. La zone de l'œil droit d'un crâne de bovin a été trouvée dans le récipient droit et le reste dans celui gauche. Un autre récipient se trouvait juste devant l’image du culte central, dans l’allée centrale. À l’intérieur se trouvaient des os d’animaux provenant d’un jeune cochon et d’un coq. Un quatrième pot à l’intérieur était vide. Il est très probable que ces découvertes étaient des offrandes au dieu Mithra, qui étaient rituellement placées dans le sol, sous le plancher en bois, à des endroits bien en vue lors de la construction du sanctuaire.
Dans l'allée centrale de la salle de culte se trouvaient plus de 200 fragments, certains très petits, de diverses images de dieux, probablement détruites au cours des invasions alamans du IIIe siècle. Seuls de petits restes de l'image centrale du culte, qui représentait très probablement Mithra tuant le taureau (Tauroctonie), ont pu être identifiés et récupérés. Parmi les parties les mieux conservées, se distinguent deux piliers atteignant 0,9 m de haut, avec des représentations des porteurs de torches Cautès et Cautopatès, qui étaient positionnés à droite et à gauche dans l'allée centrale. Les deux compagnons de Mithra, à l'origine personnifications du jour (Soleil) et de la nuit (Lune), de la mort et de la vie, devinrent la trinité divine avec Mithra. La représentation de Mercure trônant sur un rocher est d'une qualité particulièrement remarquable. Le dieu du commerce mesure encore 0,7 m de haut et est en partie entièrement sculptural. 

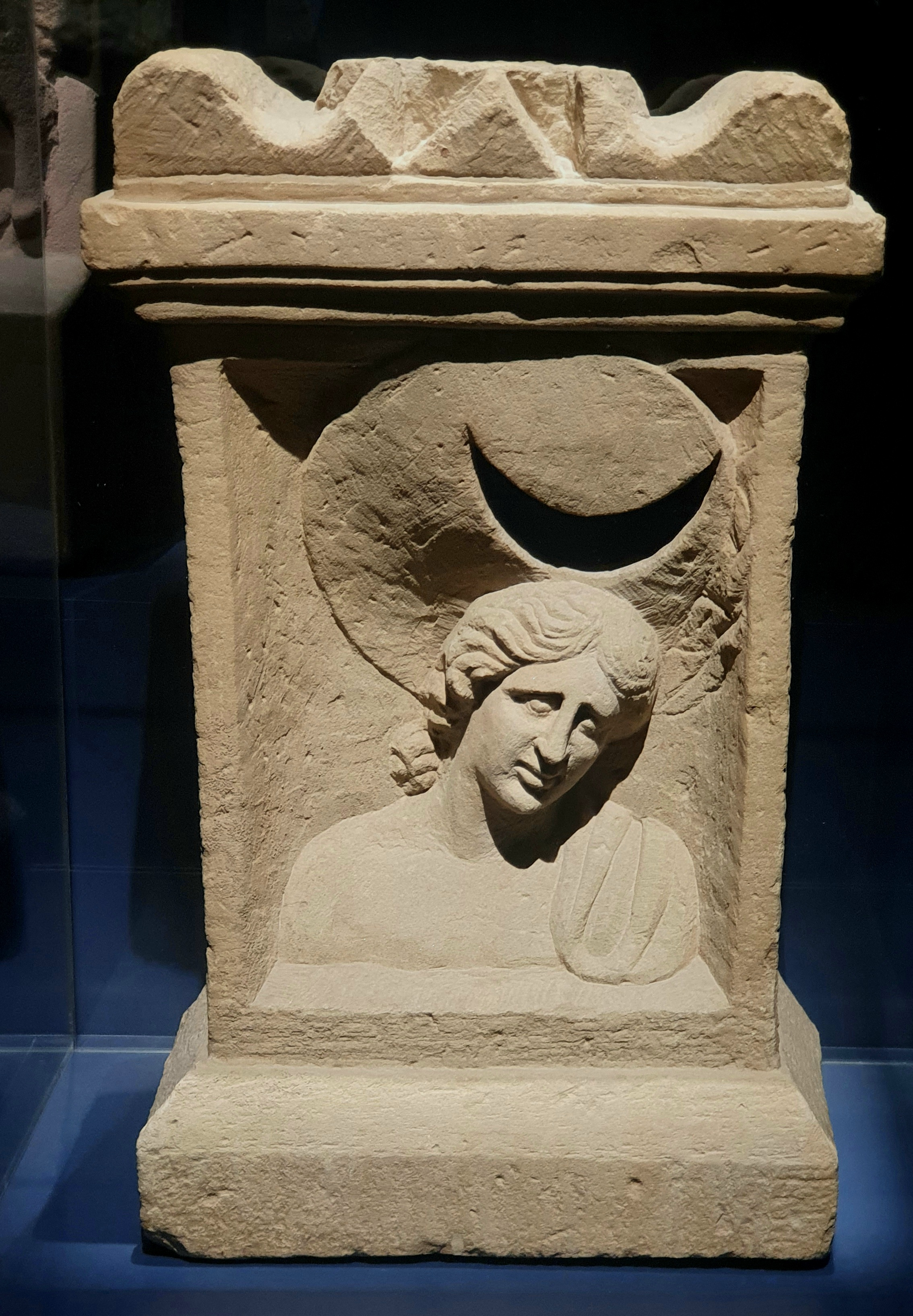
Autel à l'effigie de Luna.

Il y avait deux autels à droite et à gauche de l'image culte : un autel de 0,73 m de haut avec une représentation de Luna, la personnification de la lune, caractérisée par le croissant de lune illuminé, est la contrepartie de l'autel avec l'image de Sol Invictus, la personnification du Soleil à la couronne rayonnante, qui peut également être éclairée. Les symboles des deux divinités, qui peuvent être éclairés par l'arrière, ont dû donner un caractère particulier à l'aspect déjà mystique du sanctuaire sombre et en forme de grotte.

### Contexte des résultats
Le mithraeum s'inscrit dans le contexte du vicus de Mundelsheim et d'une villa rustica déjà évoquée par Oscar Paret. 
Des fouilles de sauvetage entre 1988 et 2004 ont révélé une zone d'habitation romaine totalisant 3,5 ha. Le début du peuplement se situe probablement dans la première moitié du IIe siècle apr. J.-C. ; l'examen dendrochronologique d'un puits a permis de le dater de l'an 136. Des parties du bâtiment principal, un puits et quelques dépendances de la villa rustica ont jusqu'à présent été identifiées. Les découvertes montrent que la villa a été habitée au plus tard à partir de la seconde moitié du IIe siècle. Le vicus, la villa et le sanctuaire ont existé jusqu'à la première moitié du IIIe siècle, mais ont probablement été abandonnés au plus tard à la suite des événements de la chute du limes de Germanie.